# Sphaericus rotundicollis
Sphaericus rotundicollis is een keversoort uit de familie klopkevers (Ptinidae). De wetenschappelijke naam van de soort werd in 1980 gepubliceerd door Israelson.